# Пуцилкі
Пуцилкі (пол. Puciłki) — село в Польщі, у гміні Сокулка Сокульського повіту Підляського воєводства.
Населення — 87 осіб (2011).
У 1975-1998 роках село належало до Білостоцького воєводства.

## Демографія
Демографічна структура станом на 31 березня 2011 року:
|          | Загалом | Допрацездатний вік | Працездатний вік | Постпрацездатний вік |
| -------- | ------- | ------------------ | ---------------- | -------------------- |
| Чоловіки | 45      | 13                 | 31               | 1                    |
| Жінки    | 42      | 14                 | 17               | 11                   |
| Разом    | 87      | 27                 | 48               | 12                   |